# Stilpnus mediocris
Stilpnus mediocris är en stekelart som beskrevs av Forster 1876. Stilpnus mediocris ingår i släktet Stilpnus och familjen brokparasitsteklar. Inga underarter finns listade i Catalogue of Life.